# Val de Miotos (Lugo)
Val de Miotos es una localidad del municipio de Bóveda, en la provincia de Lugo, España. Pertenece a la parroquia de Vilalpape.
Se encuentra a 423 metros de altitud en la sierra de Marzán, entre Vilalpape y Marzán. En 2017 tenía una población de 5 habitantes, 4 hombres y 1 mujer.